# فارگو (مجموعه تلویزیونی)
فارگو نام یک مجموعهٔ تلویزیونی آمریکایی در ژانر طنز تلخ، جنایی و درام است که بر اساس فیلمی با همین نام، ساخته برادران کوئن، ساخته شده. کارگردانی و فیلنامه‌نویسی این مجموعه بر عهده نوآ هاولی است. برادران کوئن تحت تأثیر فیلنامه هاولی قرار گرفتند و قبول کردند که به عنوان تهیه‌کنندگان اجرایی معرفی شوند. فصل نخست سریال از ۱۵ آوریل ۲۰۱۴ از شبکه FX (اِف اِکس) به روی آنتن رفت.
فصل اول که در مینه‌سوتا و داکوتای شمالی در سال ۲۰۰۶ رخ می‌دهد، با بازی بیلی باب تورنتون، آلیسون تولسن، کالین هنکس و مارتین فریمن مورد استقبال گستردهٔ منتقدان قرار گرفت. این فصل در جشنوارهٔ امی برندهٔ جایزه بهترین سریال‌کوتاه، بهترین کارگردانی و بهترین گروه بازیگری و نیز نامزد دریافت جایزه در پانزده مورد دیگر از جمله بهترین نویسندگی شد. همچنین برندهٔ جایزهٔ گلدن گلوب برای بهترین مینی‌سریال یا فیلم تلویزیونی گشت و بیلی باب تورنتون هم جایزهٔ بهترین بازیگر مرد مینی‌سریال یا فیلم تلویزیونی را از آن خود کرد. در ۲۱ ژوئیه ۲۰۱۴، شبکه FX فارگو را برای یک فصل ده قسمتی دیگر تمدید کرد که در سپتامبر ۲۰۱۵ پخش شد.
فصل دوم که در مینه‌سوتا، داکوتای شمالی و داکوتای جنوبی در سال ۱۹۷۹ رخ می‌دهد و پاتریک ویلسون، کریستن دونست، جسی پلومونز، ژان اسمارت و تد دانسون در آن بازی کرده‌اند نیز مورد استقبال گستردهٔ منتقدان قرار گرفت. این فصل سه نامزدی در گلدن‌گلوب و چندین نامزدی در جشنوارهٔ امی کسب کرد از جمله نامزدی بهترین مینی‌سریال و همچنین نامزدی‌هایی برای پلومونز، اسمارت و بوکیم وودباین برای بهترین بازیگر مینی‌سریال.
فصل سوم در مینه‌سوتا در سال ۲۰۱۰ جریان دارد و با بازی ایوان مک‌گرگور، کری کون، مری الیزابت، و بنستد، گوران بوگدان و دیوید تئولیس، در ۱۹ آوریل ۲۰۱۷ به نمایش درآمد، مانند فصل‌های گذشته با استقبال منتقدان روبه‌رو شد، نامزد جایزهٔ امی برای بهترین مینی‌سریال و نامزدی‌هایی برای کون، مک‌گرگور و تئولیس کسب کرد. همچنین سه نامزدی در گلدن گلوب که با با برنده‌شدن مک‌گرگور در بخش بهترین بازیگر مرد همراه شد.
حوادث فصل چهارم در ایالت میسوری، شهر کانزاس سیتی در سال ۱۹۵۰ اتفاق می‌افتد. در این فصل کریس راک، جسی باکلی، جیسون شوارتزمن، بن ویشاو و جک هاستون به ایفای نقش پرداختند و در ۲۷ سپتامبر ۲۰۲۰ به نمایش درآمد. این فصل به‌طور کلّی نظرات مثبتی دریافت کرد هرچند به اندازهٔ فصل‌های قبلی تحسین نشد.
این سریال برای فصل پنجم تمدید شده است.
در ابتدای بعضی قسمت ها ادعا می‌شود که داستان‌های هر چهار فصل پخش شده، بر اساس واقعیت بوده و به درخواست بازماندگان حادثه اسامی آنها تغییر یافته‌است .

## نمای کلی سریال
فصل اول (۲۰۱۴)
در ژانویه ۲۰۰۶، لورن مالوو (با بازی بیلی باب تورنتون) از شهر بمیجی عبور می‌کند و مردم این شهر را، به ویژه لستر نیگارد (با بازی مارتین فریمن) فروشنده بیمه، با کینه‌توزی، خشونت و فریب کاری خود آزار می‌دهد. در همین حال، معاون کلانتر مالی سالورسون (با بازی الیسن تولمن) و افسر پلیس گاس گریملی (با بازی کالین هنکس)، در جریان حل چند پرونده قتل معتقدند که شاید مالوو و نیگارد به این حوادث مرتبط باشند.
فصل دوم (۲۰۱۵)
داستان این فصل در سال ۱۹۷۹ در سو فالز، داکوتای جنوبی و لوورن، مینه‌سوتا رخ می‌دهد. افسر پلیس، لو سالورسون (پدر مالی سالورسون در فصل اول با بازی پاتریک ویلسون) که به تازگی از جنگ ویتنام برگشته است، در مورد یک جنایت محلی مربوط به باندی به تحقیق می‌پردازد. سالورسون پس از آن مأمور حفاظت از رونالد ریگان، نامزد ریاست جمهوری حزب جمهوری‌خواه در جریان کمپین انتخاباتی وی در شهر فارگو است.
فصل سوم (۲۰۱۷)
داستان این فصل در سال ۲۰۱۰ میلادی رخ می‌دهد. از بازیگران این فصل می‌توان به یوان مک‌گرگور، مری الیزابت وینستد و کری کون اشاره کرد. در این فصل داستان دو برادر دوقلو که یکی از آن‌ها پادشاه پارکینگ‌های مینه سوتا است و دیگری که مسؤل عفو مشروط آگاهی است به تصویر کشیده شده‌است.
فصل چهارم (۲۰۲۰)
فصل چهارم، با بازی کریس راک که رئیس یک سندیکای جنایی است که از مهاجران سیاه‌پوست که در حال فرار از «جیم کرو جنوبی» هستند و رابطه با مافیای کانزاس سیتی دارد. این شهر در سال ۱۹۵۰ در کانزاس‌سیتی، میزوری قرار دارد. این فصل برای نخستین بار در ۱۹ آوریل ۲۰۲۰ به نمایش گذاشته شد، اما به علت همه‌گیری کرونا به مدت نامعلومی به تأخیر افتاد.
فصل پنجم (۲۰۲۳)
داستان فصل پنجم در مورد آدم ربایی و تعصبات مذهبی کلانتری دیکتاتور است، که در‌ سال ۲۰۲۳ در ۱۰ قسمت پخش شد.